# Kęstutis Cicėnas
Kęstutis Cicėnas, né le 10 octobre 1993 à Vilnius, est un acteur de théâtre lituanien.

## Biographie
De 2012 à 2016, il suit des études d'art dramatique à l'Académie lituanienne de musique et de théâtre sous la direction d'Oskaras Koršunovas. 
En 2015, alors qu'il étudie encore au sein de cette académie, Kęstutis Cicėnas est choisi comme meilleur jeune acteur au Festival de théâtre professionnel Dalia Tamulevičiūtė pour le rôle de Benjamin dans la pièce Le Martyr d'Oskaras Koršunovas. Il devient acteur du théâtre de l'Académie dramatique de Lituanie en 2020, et crée plus de 15 personnages à travers sa carrière dans le théâtre. 
En parallèle, il travaille comme acteur dans de nombreux films lituaniens comme internationaux. En 2023, il incarne le second rôle du film lituanien Slow réalisé par Marija Kavtaradze qui gagne le prix de la meilleure réalisation au Festival international du film de Sundance 2023. 

## Cinéma et télévision
- 2014 : After Rave (fiction / 21 min / Lituanie)
- 2015 :  The Summer of Sangaile réalisé par Alante Kavaite (ficiton / 90 min / France, Lituanie, Pays-Bas)
- 2017 : 3 Million Euros réalisé par Tadas Vidmantas (ficiton/ 90 min / Lituanie)
- 2018 : Leitis (fiction / 42 min / Lituanie) réalisé par Andrius Bartkus
- 2019 : Golden Minutes réalisé par Saulius Baradinskas (fiction / 10 min / Lituanie)
- 2019 : Isaac réalisé par Jurgis Matulevicius (fiction/ 104 min / Lituanie)
- 2019 :  The Last Czars TV SHOW réalisé par Adrian McDowall (fiction / 45 min / États-Unis)

## Théâtre
- 2012 : In Search of Lost Time mis en scène par Oscar Korsunov
- 2012 : Oxygen mis en scène par Loreta Vaskova
- 2013 : The Wonderful and Sad Plan B mis en scène par Vidas Bareikis au Lithuanian National Drama Theater
- 2013 : Feast Fashion mis en scène par Marit Sirgmets et Simona Bieksaite à la Vilnius Trade Union Chamber
- 2013 : Caligula mis en scène par Vidas Bareikis au LTMKM
- 2014 : Jekizaveta Bam mis en scène par Oscar Korsunov au Lithuanian National Drama Theater
- 2015 : Martyr mis en scène par Oscar Korsunov au Lithuanian National Drama Theater
- 2015 : Romeo and Juliet mis en scène par Oscar Korsunov au Lithuanian National Drama Theater
- 2015 : Cleansed mis en scène par Oscar Korsunov à l'OKT
- 2016 : Childhood mis en scène par Karolis Vilkas à l'Art Printing House
- 2016 : A Respectable Wedding mis en scène par Oscar Korsunov à l'OKT
- 2017 : The Delhi Dance mis en scène par Oscar Korsunov à l'OKT
- 2017 : Isvarymas mis en scène par Oscar Korsunov au Lithuanian National Drama Theater
- 2017 : Tartuffe mis en scène par Oscar Korsunov au Lithuanian National Drama Theater
- 2018 : Woyzeck mis en scène par Antanas Obsarckas au Lithuanian National Drama Theater
- 2020 : Alice in wonderland mis en scène par Antanas Obsarckas au Lithuanian National Drama Theater
- 2020 : Julija mis en scène par Kiril Glusajev au Lithuanian National Drama Theater
- 2021 : Solaris 4 mis en scène par Grzegorz Jarzyna au Lithuanian National Drama Theater
- 2021 : Miegantys mis en scène par Oscar Korsunov au Lithuanian National Drama Theater

## Récompenses et distinctions
- Festival professionnel du théâtre Dalia Tamulevičiūtė 2015 : Prix du meilleur jeune acteur pour le rôle de Benjamin dans la représentation d'Oskar Koršunov, d'après la pièce 'Martyr' de Von Mayenburg
- Festival de théâtre professionnel de Lituanie 2015: Prix du meilleure Espoir masculin pour le rôle de Benjamin dans la représentation d'Oskar Koršunov, d'après la pièce Martyr de Von Mayenburg
- Festival de théâtre professionnel de Lituani 2017: Prix du meilleure Espoir masculin pour le rôle d'un homme dans le spectacle d'Oskaras Koršunovas, d'après la pièce de B. Brecht Mariage